# Harveya bodkinii
Harveya bodkinii är en snyltrotsväxtart som beskrevs av William Philip Hiern. Harveya bodkinii ingår i släktet Harveya och familjen snyltrotsväxter. Inga underarter finns listade i Catalogue of Life.